# Kool DJ Herc

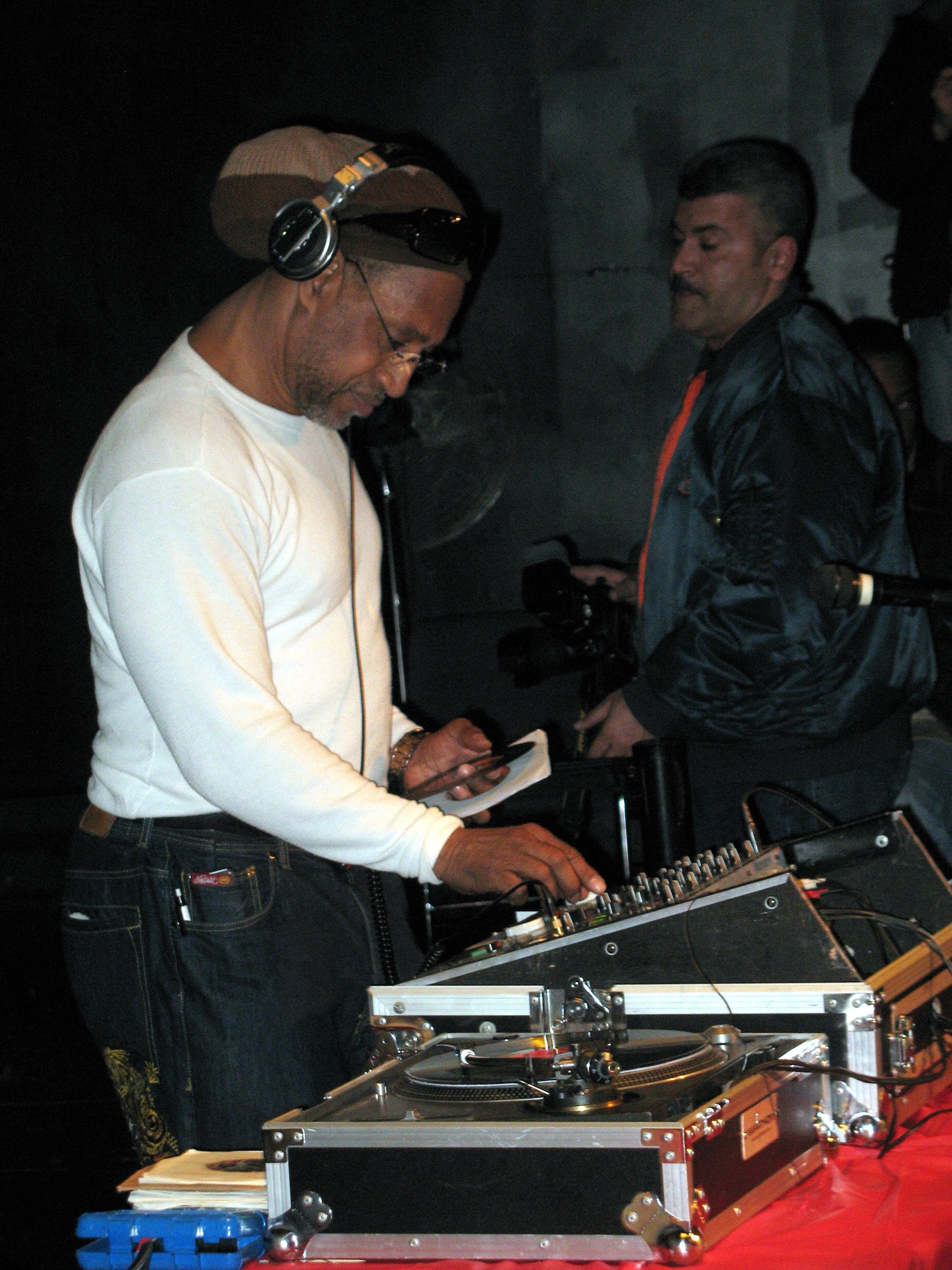
Kool DJ Herc

Kool DJ Herc, egentligen Clive Campbell, född 16 april 1955 i Kingston i Jamaica, är en jamaicansk musiker och producent som var en av pionjärerna inom hiphop på 1970-talet. Han är ofta sedd som den som startade hiphop under 70-talet.
1. ↑  Internet Movie Database, läst: 26 juni 2019.[källa från Wikidata]
2. ↑  läs online, BBC .[källa från Wikidata]
3. ↑  Rock and Roll Hall of Fame-ID: dj-kool-herc.[källa från Wikidata]